# Rubia galega
La Rubia galega, en français rousse ou blonde de Galice, est une race bovine galicienne (espagnole).

## Histoire de la race
Entre 1840 et 1892, le développement économique est apparu en Angleterre à la suite de la révolution industrielle qui a généré un marché de bétail en Galice plus favorable que le marché traditionnel de Castille (Vallejo et Sanchez, 1984).
Ce commerce avec l'Angleterre a été faite directement par les ports de La Corogne et Vigo, et indirectement par le Portugal à la frontière traversant La Guardia, Tuy, Salvaterra de Miño, Pontevedra, Verin et Cambados; Une fois au Portugal, le bétail a été envoyé en Angleterre par le port de Porto.
Les ports galiciens avaient aussi des échanges avec Gibraltar et d'autres ports méditerranéens. Cette circonstance conditionné, selon ces auteurs, que la Galice était la seule région de l'Espagne qui avait un important commerce de bétail avec l'Angleterre, en continu, en plus du commerce qui a continué à maintenir avec Castille.
Cependant, Mars 1892 le commerce avec l'Angleterre (Sánchez García, 1978) a été définitivement suspendu à la suite du développement des navires frigorifiques et la création de nouvelles routes commerciales vers l'Amérique du Nord et de l'Argentine, en supposant une grande perte économique pour de nombreuses familles de Galice .
La production de veaux précoces et fins exigeait alors la nécessité d'améliorer la vache rustique et la sélection des mâle reproducteur. La solution adoptée était d'introduire d'autres races pour améliorer la blonde galicienne. Ainsi, au cours du XIXe et du début du XXe siècle, des importations de mâles des races Durham, Angus, Hereford, Swiss Brown, Simmental, etc., ont suivi, entraînant la perte de l'unité raciale. Gardez à l'esprit que les premiers livres généalogiques ont émergé à l'initiative anglaise. Le premier d'entre eux est apparu à la fin du XVIIIe siècle (1791), bien que son développement ait eu lieu au siècle suivant.
Pour le bétail émergé en 1822 pour Shorthorn, course pour la race frisonne Néerlandais a commencé en 1875. Ces premiers livres généalogiques ne contenaient que des informations sur les animaux de race, mais au cours de la seconde moitié du XIXe siècle, les contrôles d'aptitude et de performance ont été incorporés.
Le premier Congrès agricole et de l'élevage organisé en Espagne s'est tenu à Lugo en 1906. Il a établi la nécessité de faire une sélection scientifiquement ciblée. En 1916, Rof Codina publie une monographie dans laquelle est étudiée la race blonde galicienne, en distinguant deux variétés: les vallées et la montagne. En 1933, la Direction générale de l'élevage a publié la «réglementation officielle des livres généalogiques» et établi le standard de la race blonde galicienne.
Le travail de sélection effectué au cours de ces années a produit une avancée importante. Ainsi, le poids moyen des taureaux présentés au concours en 1913 était d'environ 600 kg, alors qu'en 1950, à la foire du Campo del Madrid, ils étaient de 984 kg (Sánchez García, 1978).
Plan agricole Galice, implique la création des prairies d'amélioration des services et des fermes laitières en 1948, en commençant l'amélioration de la mise en œuvre d'un programme basé sur un concept plus large de critères de course, créant la  race "Circles" de contrôle et de registre généalogique 'et l'utilisation de certains étalons. En dépit de sa bonne orientation, et sans tenir compte des résultats obtenus au cours des 10 années de mise en œuvre, la sélection de cette race dans la pureté a été abandonnée et les copies de la race du Sud-Devon ont été importés, avec l'intention d'agir comme améliorateur Blonde galicienne par absorption croisée.
En 1955, le Conseil de coordination de l'amélioration de l'élevage a été créé et une délégation technique à la race Blonde galicienne a été organisée cette délégation a approuvé une sélection de plan de pureté avec laquelle il est destiné à obtenir une meilleure conformation et le rendement carcasse et la production de lait acceptable Tout ceci était destiné à le rendre compatible avec une petite capacité de travail exigée par la petite entreprise agricole.
L'approbation officielle du Règlement Genealogical Livres et rendements tests gagnés par le ministère de l'Agriculture de l'Espagne en 1960 a donné lieu à l'élaboration des règles régissant le Stud Book et d'essais Les rendements du bétail de la Galice course blonde, qu'il est apparu en 1969 et avait pour but de maintenir la pureté de la race en sélectionnant, à perfectionner sa structure, améliorer les rendements, préserver sa rusticité et de développer leur précocité, tout organisé et dirigé le processus de sélection et a favorisé sa propagation.
L'oubli et la négligence des temps précédents sont échangés dans un intérêt manifeste et a émergé les ventes-expositions de bovins sélectionnés pour le choix des reproducteurs, le schéma d'évaluation génétique fonctionnelle des jeunes taureaux, la catégorie de la gare régionale de bétail de Lugo comme centre Sélection et reproduction nationales d'animaux destinés à la race blonde galicienne, la dédicace d'un réservoir d'élevage sélectif à Fuentefiz (aujourd'hui destiné à la conservation des Morenas del Noroeste, en voie d'extinction) et, surtout, le renouvellement des normes réglementaires des Livres Généalogiques de 1973, dans lequel se forment les Associations d'Éleveurs de Bovins Sélectionné, comme des entités ont émergé parmi les propres éleveurs pour participer à l'amélioration de son bétail.

## Morphologie

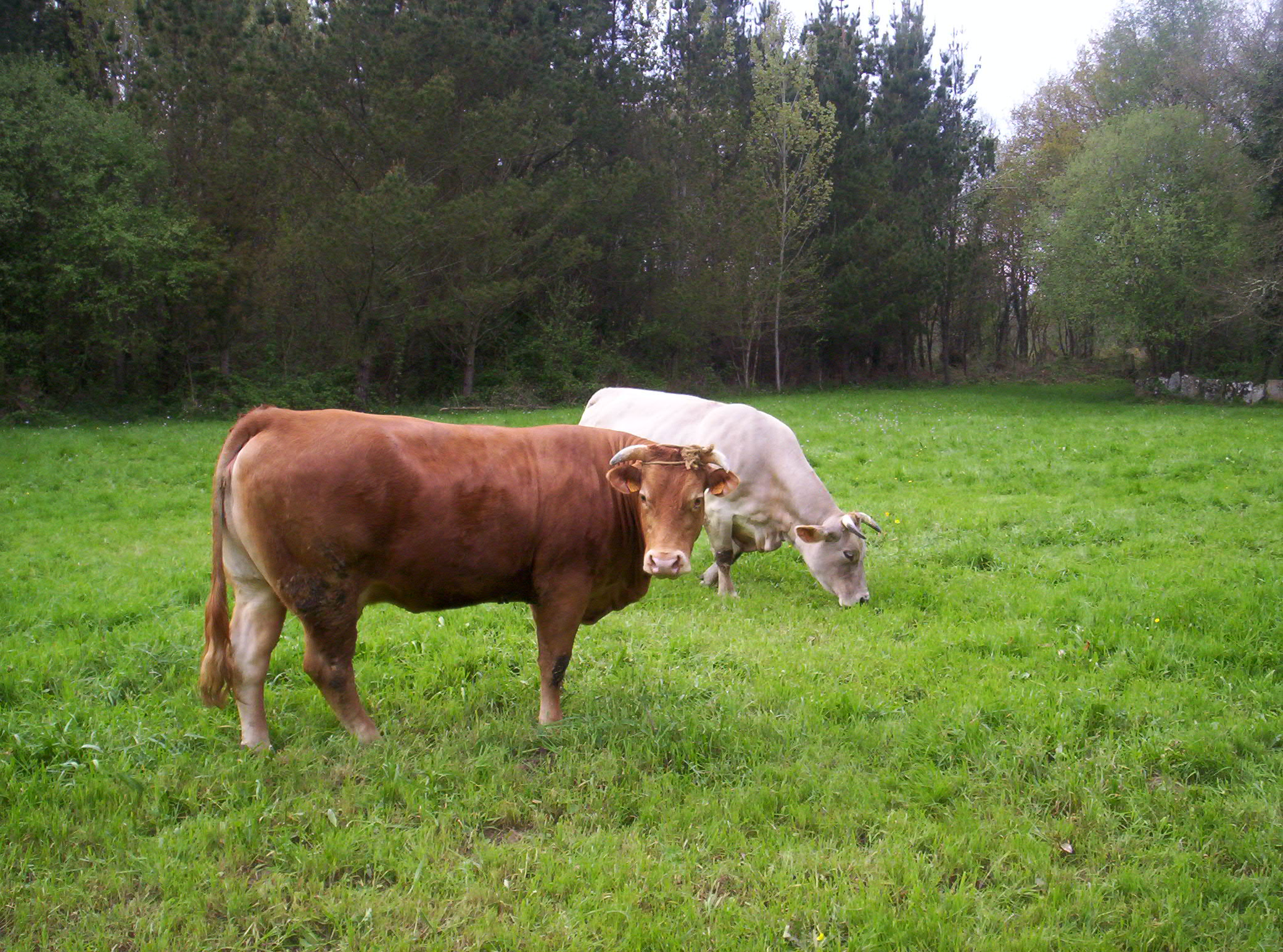
Rubia galega

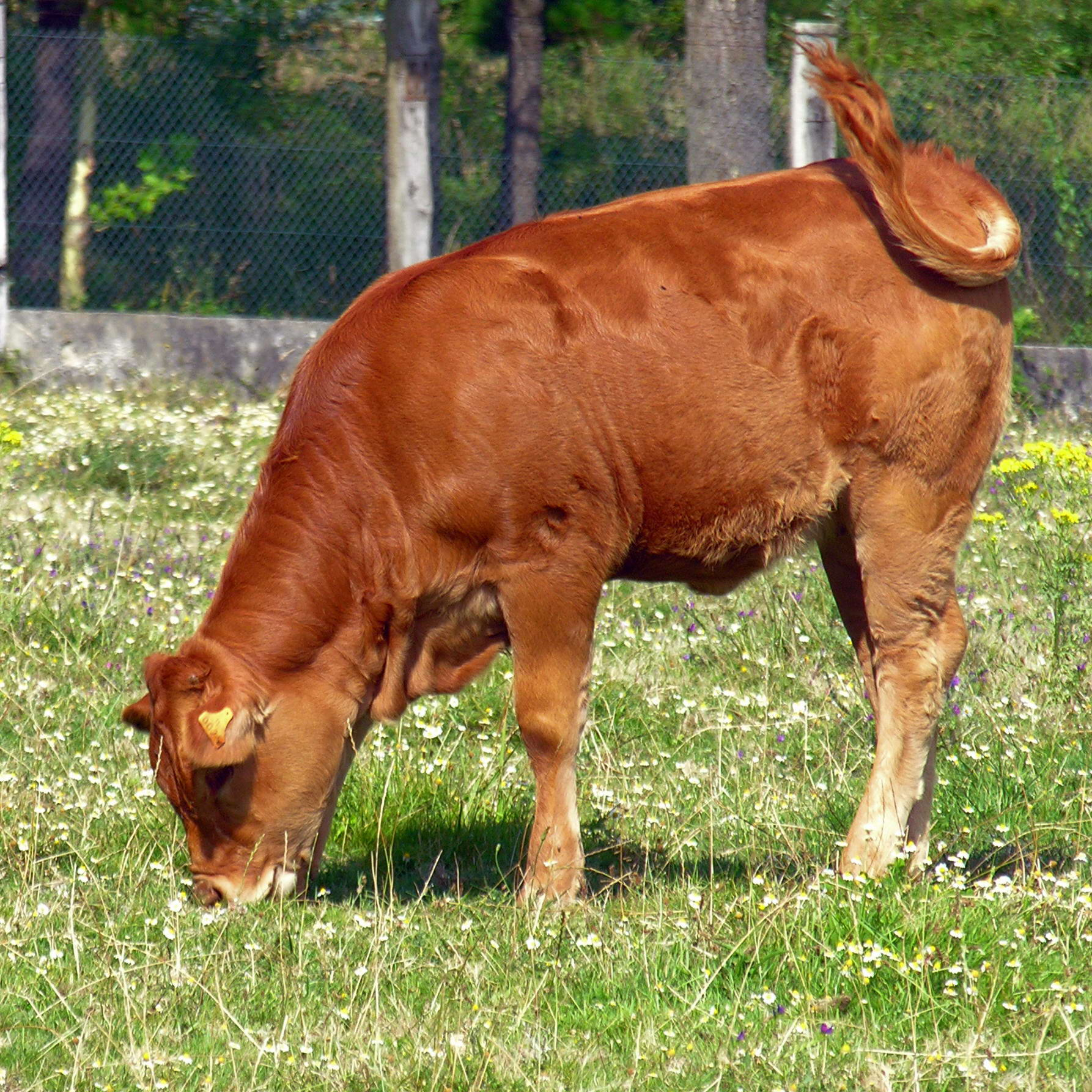
Rubia galega

- Elle porte une robe froment unie, avec des nuances pouvant aller du blond clair au rouge.

- Les pattes sont plus claires.

- Les muqueuses sont rosées.

- Ses cornes sont courtes, claires à pointe noire.

C'est une race de grand format (135 à 150 cm pour 1 000 à 1 500 kg pour les mâles et 135 à 150 cm pour 600 à 1 000 kg pour les femelles).

## Aptitudes
C'est une race ancienne à tout faire, produisant lait et viande et donnant sa force de travail. L'usage de races plus laitières et la mécanisation de l'agriculture l'ont transformée en race bouchère.La vache est fertile et bonne mère. Elle vêle facilement, a une bonne longévité et son lait (2 700 kg par lactation) nourrit bien le veau. Sa région mère étant montagneuse, elle a été sélectionnée pour sa rusticité et s'adapte bien à l'élevage de plein air semi-extensif, comme à l'engraissement en système intensif.
Sa morphologie est utilisée pour les croisements industriels. Des taureaux ont été sélectionnés sur leur capacité à transmettre un poids de naissance faible (naissance aisée) avec une bonne vitesse de croissance et une bonne conformation de carcasse. Leur semence est utilisée en insémination artificielle sur des femelles de race laitière (meilleure valorisation des veaux) et sur des femelles de races du sud du pays adaptées aux conditions arides (amélioration de la conformation de carcasse).

## Gastronomie
On la retrouve par exemple dans les pièces rares de quelques boucheries et dans quelques restaurants.